# Бриз (футбольний клуб)

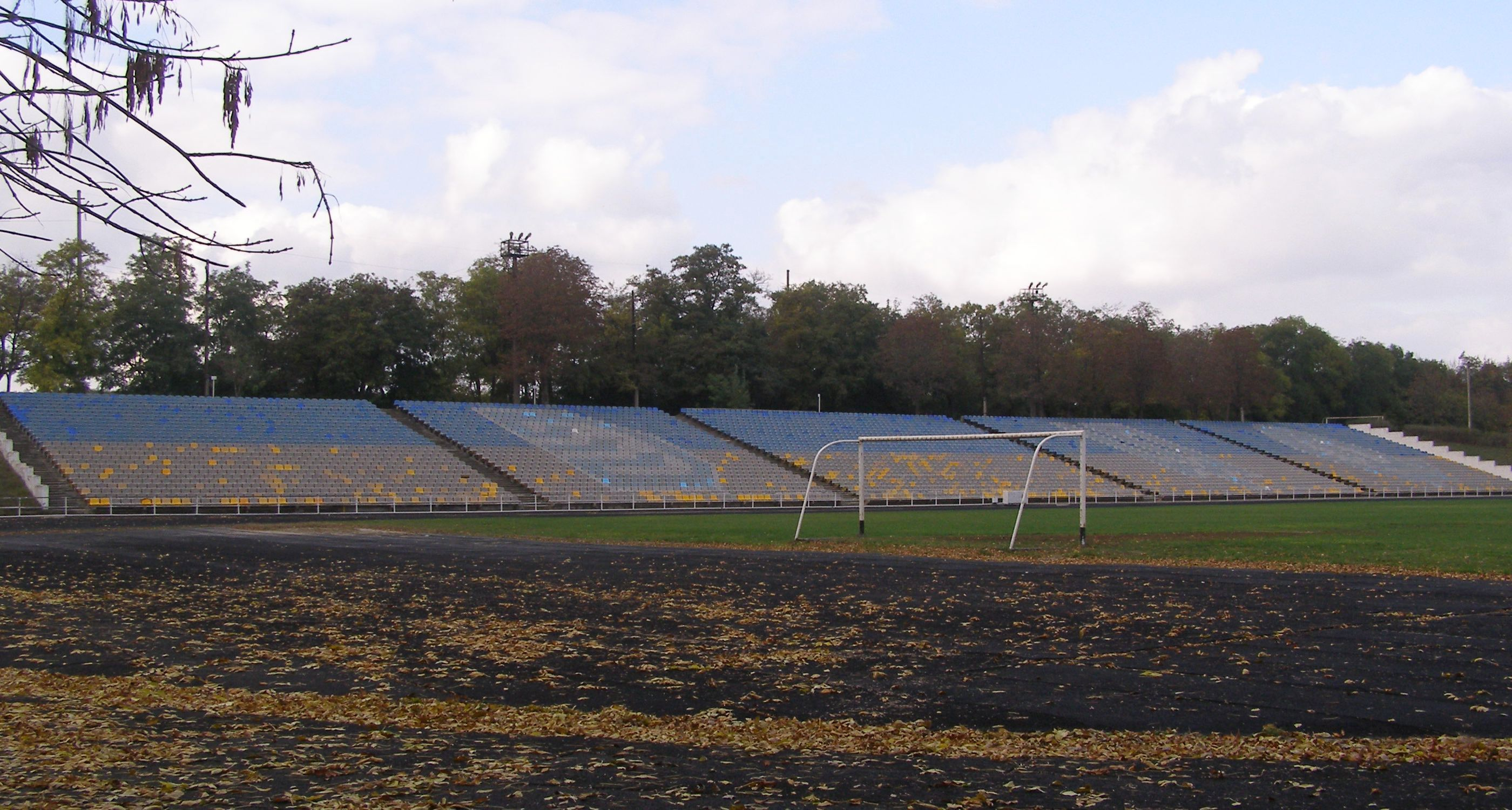
Центральний стадіон УДП

«Бриз» — аматорський футбольний клуб з міста Ізмаїла Одеської області. Виступає в чемпіонаті Одеської області. Чемпіон Одеської області 1960 і 2007 років. Виступав у радянському класі «Б» у 1964—1969 роках. Грає в Ізмаїлі на Центральному стадіоні УДП (Українського Дунайського пароплавства).

## Історія
Назви команд, що представляли Ізмаїл у першостях і кубках СРСР чи УРСР:
- 1946—1949 — «Спартак»
- 1949 — 2 колективи — «Спартак» і Будинок офіцерів (БО, рос. Дом офицеров, ДО)
- назва команди, що представляла місто 1950 року, невідома
- 1951 — 2 колективи — «Водник» і «Динамо»
- назва команди, що представляла місто 1952 року, невідома
- 1953 — «Динамо»
- 1959 — «Водник»
- 1960, 1962, 1964—1969 — «Дунаєць»

У перші роки після Другої світової війни місто представляла команда «Спартак» (Ізмаїл), що виступала, зокрема в Південній зоні УРСР третьої групи (третя за силою ліга країни) чемпіонату СРСР 1946 року, де посіла останнє, 8-е місце серед 8 колективів.
Першим значним успіхом ізмаїльського футболу стала перемога «Дунайця» у чемпіонаті Одещини 1960 року і, як наслідок, право змагатися за місце у класі «Б» чемпіонату СРСР. У перехідних іграх ізмаїльці поступились одеському «Чорноморцю» — 0:1, 1:5.
Найбільшими досягненнями команди стали виступи у першості СРСР у групі «Б» (1964—1969 рр.), де південноукраїнський колектив займав низькі місця. Найкращим місцем стало 28-е серед 40 команд у сезоні 1966. Врешті-решт, у 1969 році «Дунаєць» посів останнє місце в українській зоні класу «Б» (команду було знято в ході чемпіонату) і назавжди покинув змагання серед команд майстрів.
Нове дихання ізмаїльський футбол отримав у 2000-х роках. До 2006 року команда називалася «Дунай». У 2006 році ізмаїльці виграють Кубок області і стають віце-чемпіонами Одещини, а наступного сезону перемагають у чемпіонаті області. Цих успіхи клуб досяг вже під новою назвою — «Бриз». Перейменування відбулося через зміну керівництва — з 2006 р. на чолі клубу стали Андрій Абрамченко (депутат міськради, власник торгової мережі «Бриз») та Ігор Дехтярьов (депутат міськради, власник будівельної фірми «Роднік»). Вони заявили про наміри створення конкурентноздатної команди з місцевих футболістів, які могли би гідно представити місто навіть у професіональній другій лізі, але єдине, чого досягнув клуб — три сезони (2007 — 2009) у Кубку ААФУ, де команда вибувала на ранніх етапах.
«Бриз» виступав у чемпіонаті і Кубку ААФУ 2007 року.
У чемпіонаті Одещини 2008 року команда не стартувала. У Кубку ААФУ 2008 клуб виступав у значно більш омолодженому складі, ніж той, що вигравав першість області минулого року — «Бриз» вибув вже на попередньому етапі, поступившись «Воронівці» з Миколаївської області.
«Бриз» грав у Кубку ААФУ 2009 року, де вибув на етапі 1/8 фіналу, коли в першій грі в Чорноморську команда програла 0:6 і від матчу-відповіді в Ізмаїлі відмовилася.
Певний час команда не виступала в серйозних змаганнях. У 2010 році власник «Бриза» Андрій Абрамченко став мером Ізмаїла та заявив про можливість відновлення команди. «Бриз» виступає в чемпіонаті Одеської області 2011. Також у чемпіонаті бере участь ще один клуб з Ізмаїла — «Ювелірний Дім Комарових» (ЮДК) — сформований на основі вихованців Ізмаїльської ДЮСШ.

## Статистика у чемпіонатах СРСР
| Сезон   | Ліга                         | Місце      | Ігри | В  | Н  | П   | М'ячі   | Очки |
| 1964    | клас «Б», УРСР, 2 зона       | 12 (з 16)  | 30   | 10 | 5  | 15  | 22-39   | 25   |
| 1964    | клас «Б», УРСР (25-30 місця) | 29 (41)    | 8    | 2  | 2  | 4   | 8-13    | 8    |
| 1965    | клас «Б», УРСР, 2 зона       | 15 (16)    | 30   | 6  | 9  | 15  | 27-50   | 21   |
| 1965    | клас «Б», УРСР (37-42 місця) | 41 (45)    | 8    | 0  | 2  | 6   | 4-13    | 2    |
| 1966    | клас «Б», УРСР, 1 зона       | 14 (20)    | 38   | 13 | 10 | 15  | 42-48   | 36   |
| 1966    | клас «Б», УРСР (27-28 місця) | 28 (40)    | 2    | 1  | 0  | 1   | 1-2     | 2    |
| 1967    | клас «Б», УРСР, 1 зона       | 21 (21)    | 40   | 11 | 8  | 21  | 30-62   | 30   |
| 1968    | клас «Б», УРСР, 1 зона       | 21 (22)    | 42   | 7  | 8  | 27  | 18-67   | 22   |
| 1969    | клас «Б», УРСР, 1 зона       | 21 (21)    | 40   | 2  | 4  | 34  | 6-45    | 8    |
| Всього: | 6 турнірів                   | 6 турнірів | 238  | 52 | 48 | 138 | 158-335 | 154  |

## Титули та досягнення
- Чемпіон Одеської області: 1960 і 2007